# ムン・メイスン
ムン・メイスン（문메이슨、本名：메이슨 문 무어하우스（Mason Moon Moorhouse）2007年3月21日 - ）は、大韓民国・ソウル特別市出身の子役俳優。韓国では문메이슨（ムン・メイスン）と呼ばれる。ヨンカエンターテイメント所属。

## 概要
- カナダ人の父親と韓国人の母親のハーフ。
- 生後100日で赤ちゃんモデルとしてデビュー。愛らしい姿がスタッフの目に留まり、映画「赤ちゃんと僕」に出演[1]。
- 2人の弟（メイビン、メイドゥン）がおり、2人も広告モデルをしている。

## 主な出演作品

### テレビ
- SBS「好きだから」（2008年11月1日-2009年1月24日）
- SBS「ゴールドミスが行く」-ママになる篇（2009年）
- KBS「T-araのHello Baby」（2010年11月16日-2011年2月1日）

### 映画
- 2008年「赤ちゃんと僕」-ウラム役

### CF
- 毎日乳業「ママミル　ヨミヨミ」
- ロッテ製菓「キシリトール」